# Clarence Ussher
Clarence Douglas Ussher, né le 5 septembre 1870 à Aurora (Illinois) et mort le 20 septembre 1955 à Los Angeles (Californie), est un médecin et un missionnaire américain dans la région de Van pendant le génocide arménien, où il rapporte que 55 000 Arméniens furent tués lors de la défense de Van,,. En 1917, Ussher publie un mémoire au sujet de son expérience à Van, intitulé An American Physician in Turkey: A Narrative of Adventures in Peace and War. Il est considéré comme l'un des témoignages les plus détaillées de ces événements. Ussher blâme ouvertement le gouvernement turc pour les massacres systématiques des Arméniens.
Ses comptes rendus sur le génocide arménien sont dépeints dans le film Ararat, sorti en 2002. Il est l'époux d'Elizabeth Barrows Ussher.

## Œuvres
Ussher est l'auteur de nombreux ouvrages, dont notamment :
- An American Physician in Turkey : A Narrative of Adventures in Peace and in War, Houghton Mifflin Company, 1917, 338 p. (lire en ligne) (avec Grace H. Knapp)
- Before Governors and Kings, Houghton Mifflin Company, 1917, 24 p. (lire en ligne)
- Sir Ahmed, Faithful Words Publishing Company, 1940, 12 p. (lire en ligne)
- True Experiences of a Missionary Summer in Wyoming – 1893, 1952, 16 p. (lire en ligne)

## Ararat
Le rôle de Bruce Greenwood dans le film dramatique Ararat est influencé par les témoignages de Clarence Ussher lors de la défense de Van en 1915.